# SN 2007uo
SN 2007uo – supernowa typu Ia, odkryta 3 grudnia 2007 roku w galaktyce A011511-0002. Jej jasność pozostaje nieznana - brak danychm.